# Jordan Matthews
Pour les articles homonymes, voir Matthews.
(en) Statistiques sur pro-football-reference
Jordan Armand Matthews, né le 16 juillet 1992 à Madison en Alabama, est un joueur américain de football américain évoluant au poste de wide receiver.

## Biographie
Il étudie à l'université Vanderbilt et joue alors pour les Commodores de Vanderbilt. En quatre années, il établit un nouveau record en termes de réceptions (262) et yards gagnés (3759) dans le groupement universitaire de la Southeastern Conference (SEC).
Il est sélectionné à la 42e place de la Draft 2014 de la National Football League (NFL) par les Eagles de Philadelphie. Il est alors le 7e wide receiver sélectionné lors de la draft. Il compense le départ de DeSean Jackson parti aux Redskins de Washington. Sa taille et son profil amène la comparaison avec Terrell Owens, qui portait le même numéro (81) dans la franchise.
Matthews est de la famille du sportif Jerry Rice — qui est considéré comme l'un des meilleurs joueurs de l'histoire de la NFL — : la mère de Matthews, Brenda Matthews, étant la cousine germaine de Rice. Matthews explique que Rice a eu une « grande influence » sur lui.
Il est marié à Cheyna Williams, footballeuse américano-jamaïcaine.

## Carrière universitaire
En tant que nouveau joueur à Vanderbilt, Matthews a effectué 15 réceptions pour 181 yards et quatre touchdowns. En deuxième année, en 2011, il avait 41 réceptions pour 778 yards et cinq touchdowns. En tant que junior en 2012, Matthews faisait partie de l'équipe de l'année de conférence sud-est. Il terminera la saison avec 94 réceptions pour 1323 yards et huit touchdowns.
En tant que senior en 2013, Matthews faisait à nouveau partie de l'équipe de l'année de conférence sud-est.  Il sera également nommé dans la première équipe All-American par USA Today  et Athlon, CBS Sports, Sports Illustrated et l'Associated Press. Pendant la saison, il a établi le record de tous les temps SEC pour les réceptions et les yards. Matthews était également demi-finaliste pour le Prix Biletnikoff et a remporté le CFPA Elite Wide Receiver Trophy 2013.  Dans son dernier match de l'université, il a été le MVP de 2014 BBVA Compass Bowl après avoir enregistré cinq réceptions pour 143 yards et deux touchdowns. il a terminé la saison avec 112 réceptions pour 1477 yards et sept touchdowns.
Pendant sa carrière universitaire, Matthews a effectué 262 réceptions pour 3759 yards et 24 touchdowns.